# Palomar 13
Palomar 13 – gromada kulista znajdująca się w odległości około 84 800 lat świetlnych od Ziemi w kierunku konstelacji Pegaza. Została odkryta w 1953 roku przez Alberta Wilsona. Palomar 13 znajduje się 87 700 lat świetlnych od jądra Drogi Mlecznej.